# حياة كينج كونج
حياة كينج كونج هو فيلم مغامرة صدر في سنة 1986. من بطولة ليندا هاميلتون.

## الميزانية والإيرادات
بلغت تكلفة إنتاج الفيلم حوالي 18 مليون دولار بينما حقق أرباحا تقدر بـ 4711220 دولار.

## وصلات خارجية
- حياة كينج كونج على موقع IMDb (الإنجليزية)
- حياة كينج كونج على موقع روتن توميتوز (الإنجليزية)
- حياة كينج كونج على موقع نتفليكس (الإنجليزية)
- حياة كينج كونج على موقع ألو سيني (الفرنسية)
- حياة كينج كونج على موقع Turner Classic Movies (الإنجليزية)
- حياة كينج كونج على موقع أول موفي (الإنجليزية)
- حياة كينج كونج على موقع بوكس أوفيس موجو (الإنجليزية)
- حياة كينج كونج على موقع فيلمافينيتي (الإسبانية)
- حياة كينج كونج على موقع قاعدة بيانات الأفلام السويدية (السويدية)
- حياة كينج كونج على موقع قاعدة بيانات الفيلم (الإنجليزية)